# نهر غوابوري
نهر غوابوري ( (بالبرتغالية: Rio Guaporé‏)، (بالإسبانية: Río Iténez)‏) هو نهر في غرب البرازيل وشمال شرق بوليفيا. إنه 1,530 كيلومتر (950 ميل) طوله؛ 970 كيلومتر (600 ميل) النهر يشكل الحدود بين البرازيل وبوليفيا .
يعد نهر غوابوري جزءًا من حوض نهر ماديرا ، الذي يفرغ في النهاية في نهر الأمازون. يعبر نهر غوابوري الجزء الشرقي من منطقة بني سافانا .  فهو يشكل الحدود من 615,771 هكتار (1,521,600 أكر) غوابوري البيولوجية الاحتياطي، والتي تغذيها أنهار تنبع في الاحتياطي، وساو ميغيل، برانكو وساو سيماو، ماساكو وكولورادو. 
يوجد حوالي 260 نوعًا من الأسماك معروفة في حوض نهر غوابوري، وحوالي 25 نوعًا منها مستوطنة .  في حين أن العديد من أنواع الأسماك في النهر هي في الأساس من الأمازون ، فإن الحيوانات الموجودة في غوابوري لها صلة أيضًا بنهر باراجواي (جزء من حوض ريو دي لا بلاتا ). في حين أن غوابوري وباراجواي، بينما تتدفق في اتجاهات مختلفة، كلاهما نشأ في هضبة بارسيس في البرازيل.  ومن بين الأنواع السمكية المشتركة بين هذه الأنهار بلاك فانتوم تترا (وهي مهمة في صناعة الأحواض المائية) والدورادو الذهبي (المهم في مصايد الأسماك).  